# 1971 у кіно

## Фільми

### Світове кіно
- Декамерон ( Італія,  Франція,  ФРН)
- Неділя, проклята неділя ( Велика Британія)
- Смерть у Венеції ( Італія,  Франція)

### Радянські фільми
- Дванадцять стільців
- Жартуєте?

### УРСР
- Іду до тебе

## Персоналії

### Народилися
- 18 січня — Арно Бінар, французький актор.
- 26 лютого — Шон Бейкер, американський кінорежисер.
- 7 квітня — Гійом Депардьє, французький актор, син Жерара Депардьє.
- 24 травня — Тома Лангманн — французький кінопродюсер, актор, сценарист та режисер, володар премії «Оскар».
- 6 жовтня — Лола Дуеньяс, іспанська акторка.
- 29 жовтня — Вайнона Райдер — американська кіноакторка.
- 19 грудня —Емі Локейн, американська акторка.
- 27 грудня — Сергій Сергійович Бодров — російський режисер, актор, сценарист.

### Померли
- 1 січня — Руф Максим Абрамович, радянський театральний актор, кінорежисер і режисер дубляжу єврейського походження.
- 18 січня — Гранкін Іван Андрійович, український актор.
- 16 лютого — Берт Роач, американський актор.
- 26 лютого — Фернандель, популярний французький комедійний кіноактор, співак.
- 1 березня — Ізвицька Ізольда Василівна, радянська кіноакторка.
- 8 березня — Гарольд Ллойд, відомий американський комедійний кіноактор.
- 16 березня — Бібі Данієлс, американська акторка, співачка, танцюристка і продюсерка.
- 29 березня — Аветисян Авет Маркосович, актор театру і кіно.
- 13 квітня — Глазирін Олексій Олександрович, радянський актор театру та кіно (нар. 1922).
- 21 квітня — Едмунд Лоу, американський актор кіно.
- 2 травня — Дот Фарлі, американська кіноакторка.
- 11 травня — Правов Іван Костянтинович, радянський режисер і сценарист.
- 28 травня — Крикун Григорій Тимофійович, український радянський режисер науково-популярного та ігрового кіно.
- 8 червня — П'єро Герарді, італійський художник кіно та художник по костюмах (нар. 1909).
- 20 червня — Масоха Лаврентій Омелянович, український радянський та російський радянський актор.
- 6 липня — Фиш Геннадій Семенович, російський радянський письменник, перекладач, кіносценарист (нар. 1903).
- 17 липня — Кліфф Едвардс, американський співак, актор і музикант.
- 23 липня — Ван Гефлін, американський актор.
- 1 вересня — Покотило Михайло Федорович, український актор, режисер.
- 1 жовтня — Честер Конклін, американський актор.
- 2 жовтня — Павло Шпрингфельд, радянський актор театру і кіно, заслужений артист РРФСР.
- 19 жовтня — Бетті Бронсон, американська кіно- і телеакторка (нар. 1906).
- 21 жовтня — Реймонд Гаттон, американський актор.
- 26 жовтня — Шапіро Михайло Григорович, радянський кінорежисер, сценарист.
- 30 жовтня — Тутишкін Андрій Петрович, російський радянський актор театру і кіно, режисер.
- 1 листопада — Ромм Михайло Ілліч, радянський кінорежисер.
- 17 листопада — Гледіс Купер, британська акторка.
- 25 листопада — Генк Манн, американський актор німого кіно, кінорежисер та сценарист.
- 31 грудня — Люсьєн Габбард, американський кінопродюсер, режисер та сценарист.